# William Berntsen
William Eldred Berntsen  (ur. 25 marca 1912 w Jersie, zm. 14 września 1994 we Frederikssund), duński żeglarz sportowy. Dwukrotny medalista olimpijski.
Brał udział w pięciu igrzyskach na przestrzeni 20 lat (IO 48, IO 52, IO 60, IO 64, IO 68), na dwóch zdobywał medale. W 1948 był trzeci w klasie Dragon, w 1960 zajął drugie miejsce w klasie 5,5 m.
Olimpijczykami byli również jego bracia Carl i Ole.